# Creux du Van

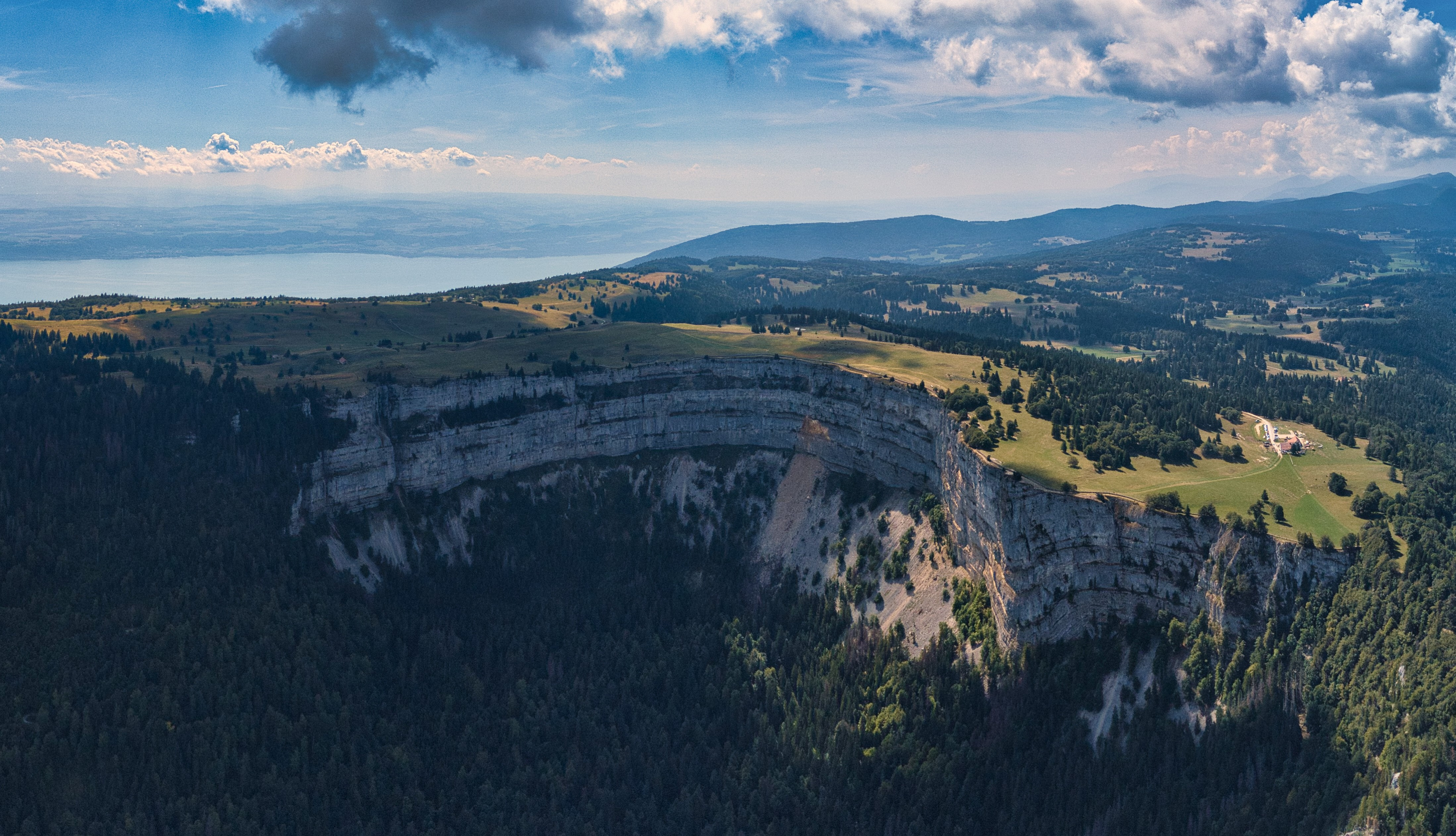
Creux du Van, Luftaufnahme

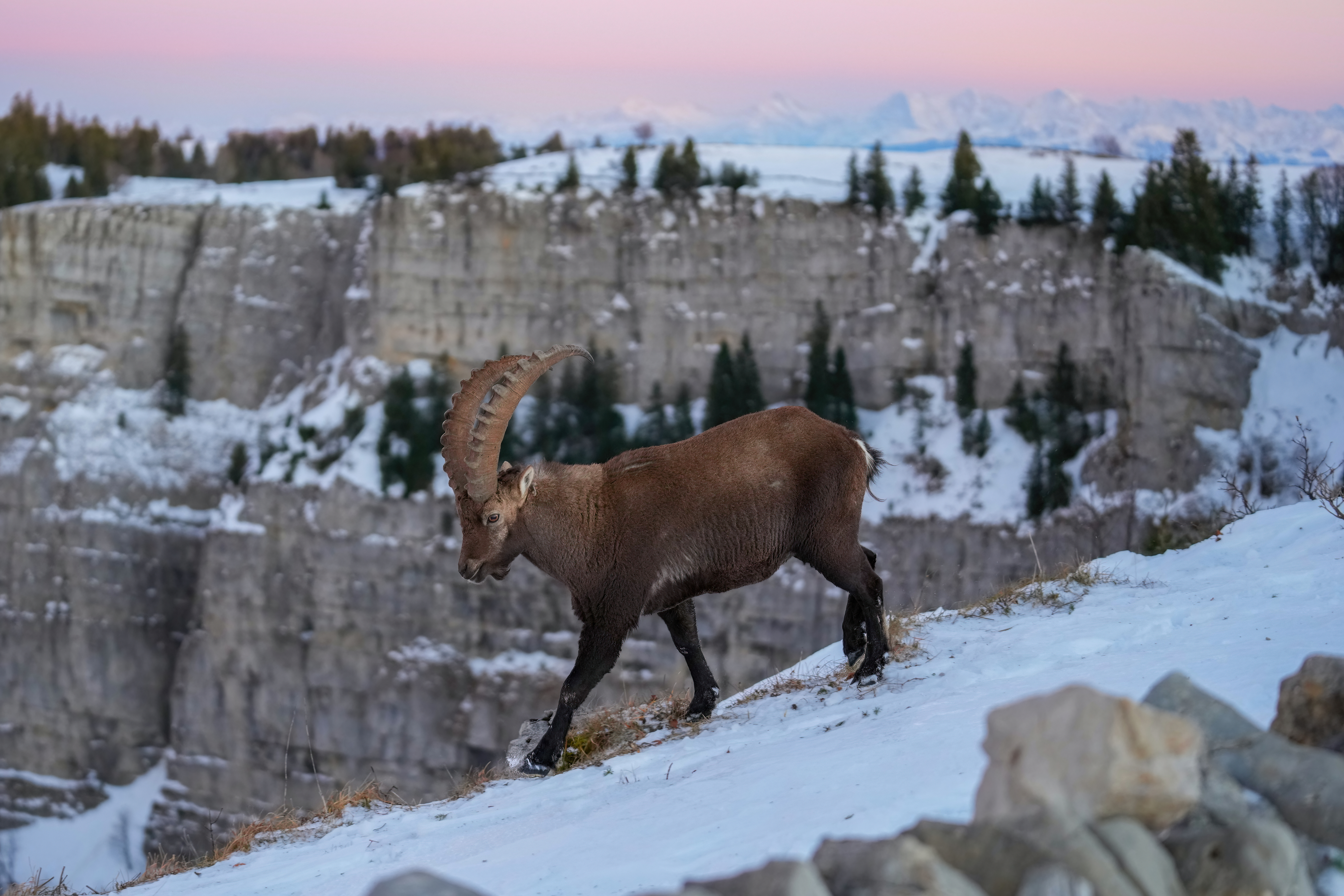
Wilder Alpensteinbock am verschneiten Creux du Van

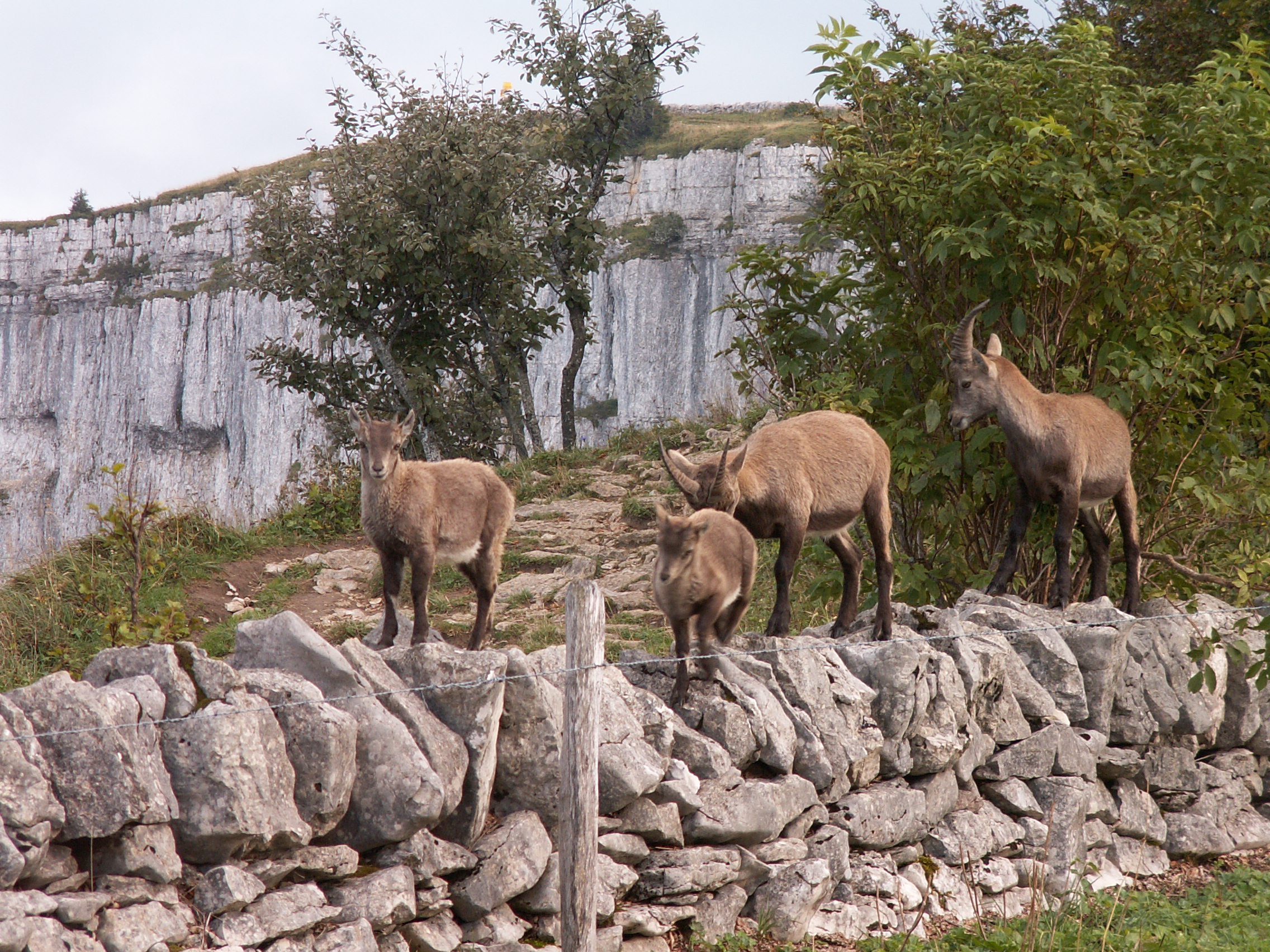
Steinböcke auf dem Creux du Van

Der Creux du Van [ˈkʀødyˌvɑ̃] ist ein Kar im Schweizer Jura an der Grenze zwischen den Kantonen Neuenburg und Waadt im Val de Travers. 

## Toponymie und Geschichte
Der Creux du Van wurde im 19. Jahrhundert auch als Creux du Vent bezeichnet. Cyprien Ayer, Rektor der Universität Neuenburg, setzte sich für die heutige Schreibweise des Namens ein. Als Ausflugsziel wurde er zu Beginn der 1860er Jahre durch die Eisenbahn beliebt und von der Publikation Un jour au Creux du Vent, voyage des écoles supérieures des jeunes filles de Neuchâtel, le 10 juillet 1866 als gesundes Ausflugsziel für gutbürgerliche Mädchen angepriesen.

## Beschreibung
Der Creux du Van ist etwa 1200 m breit und 500 m tief. Die Gesamtlänge der Felswände, die rund 160 Meter senkrecht abfallen, beträgt etwa vier Kilometer. Das Gebiet liegt beim Mont Soliat auf 1200 bis 1450 m ü. M. Seit 1972 ist es unter Schutz gestellt und gehört zum Bundesinventar der Landschaften und Naturdenkmäler von nationaler Bedeutung.
Der Kessel ist wahrscheinlich nach der Würm-Kaltzeit durch Erosion entstanden. Der Boden ist mit Moränen- und Bergsturzmaterial bedeckt, auf dem Tannen und Buchen wachsen. In der Mitte unter dem oben unbewaldeten Teil des Kessels liegt die Quelle Fontaine Froide, deren Wasser das ganze Jahr über gleichmässig 4 °C kalt ist.
An den Felswänden leben Steinböcke und Gämsen. 1770 wurde im Gebiet des Creux du Van der letzte Bär im Kanton Neuenburg erlegt. In den Jahren 1974 und 1975 wurde je ein Paar Luchse ausgesetzt. Bei den Luchsen handelte es sich um Wildfänge aus den slowakischen Karpaten.
Das geologisch und botanisch wertvolle Gebiet ist auch ein beliebtes Ausflugsziel, das zu Fuss am besten von Noiraigue zu erreichen ist. Mit dem Auto gelangt man via Couvet oder Saint-Aubin-Sauges zum Restaurant Ferme du Soliat am oberen Rand des Felskessels.
Am unbewaldeten oberen Rand des Kessels wurde eine ca. zwei Kilometer lange Trockensteinmauer erbaut, die einen weniger ästhetischen Drahtgitterzaun ersetzte. Die Mauer wurde von einer internationalen Gruppe unentgeltlich erstellt und wird deshalb auch Mauer der Freundschaft genannt. Die Steinmauern sind ein wichtiger Lebensort für Kleintiere.
Die Region um den Creux du Van ist schwach besiedelt, da die Hochlagen vor allem aus Karsten bestehen. Daher wird vor allem Wald- und Weidewirtschaft betrieben. Bei einer Wanderung auf der Hochebene sind viele Dolinen zu sehen.

## Panoramabild

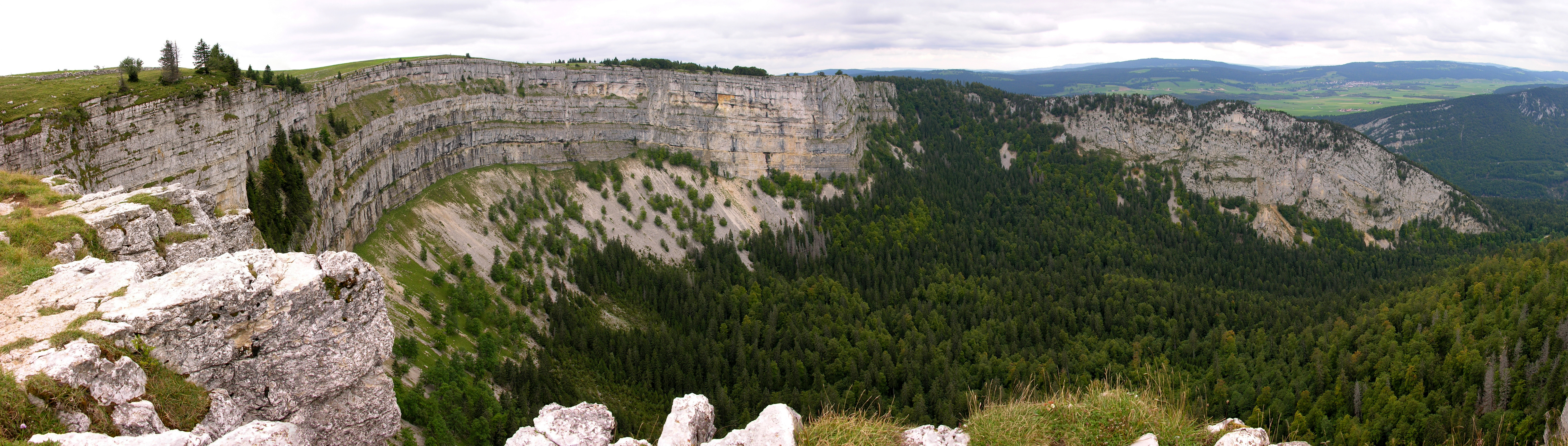
Creux du Van im August 2007